# Ricky Starks
Richard Starks (n. 21 februarie 1990, parohia Orleans⁠(d), Louisiana, SUA) este un wrestler profesionist american. Este semnat cu WWE, unde luptă în brandul NXT sub numele de ring Ricky Saints și este un fost NXT North American Champion.
Starks este cunoscut pentru perioada petrecută în All Elite Wrestling (AEW) ca Ricky Starks din 2020 până în 2025, unde a fost AEW World Tag Team Champion și un campion FTW. De asemenea, este cunoscut pentru perioada petrecută la National Wrestling Alliance (NWA), unde a fost primul deținător al reînviatului NWA World Television Championship.